# Ancien hospice de Montluel et son apothicairerie
L'ancien hospice et son apothicairerie  est un ancien hôpital incluant une pharmacie (datant du XVIIIe siècle) et un  musée situé à Montluel dans l'Ain.

## Éléments historiques
L'ancien hospice ayant été détruit par un incendie, ce nouvel hospice fut construit de 1741 à 1746, avec le soutien financier du seigneur de Montluel et mis en service en 1748. Il fut construit par l'entrepreneur Pierre Caristia.
L'apothicairerie fut, elle, mise en service en novembre 1765. L'ancien hospice a fonctionné jusqu'en 1976 ; sa pharmacie (apothicairerie) jusqu'en 1942. En 2013, l'édifice est également occupé par l'école de musique de la communauté de communes du canton de Montluel ainsi que par un club de personnes âgées au rez-de-chaussée, côté place des Tilleuls.

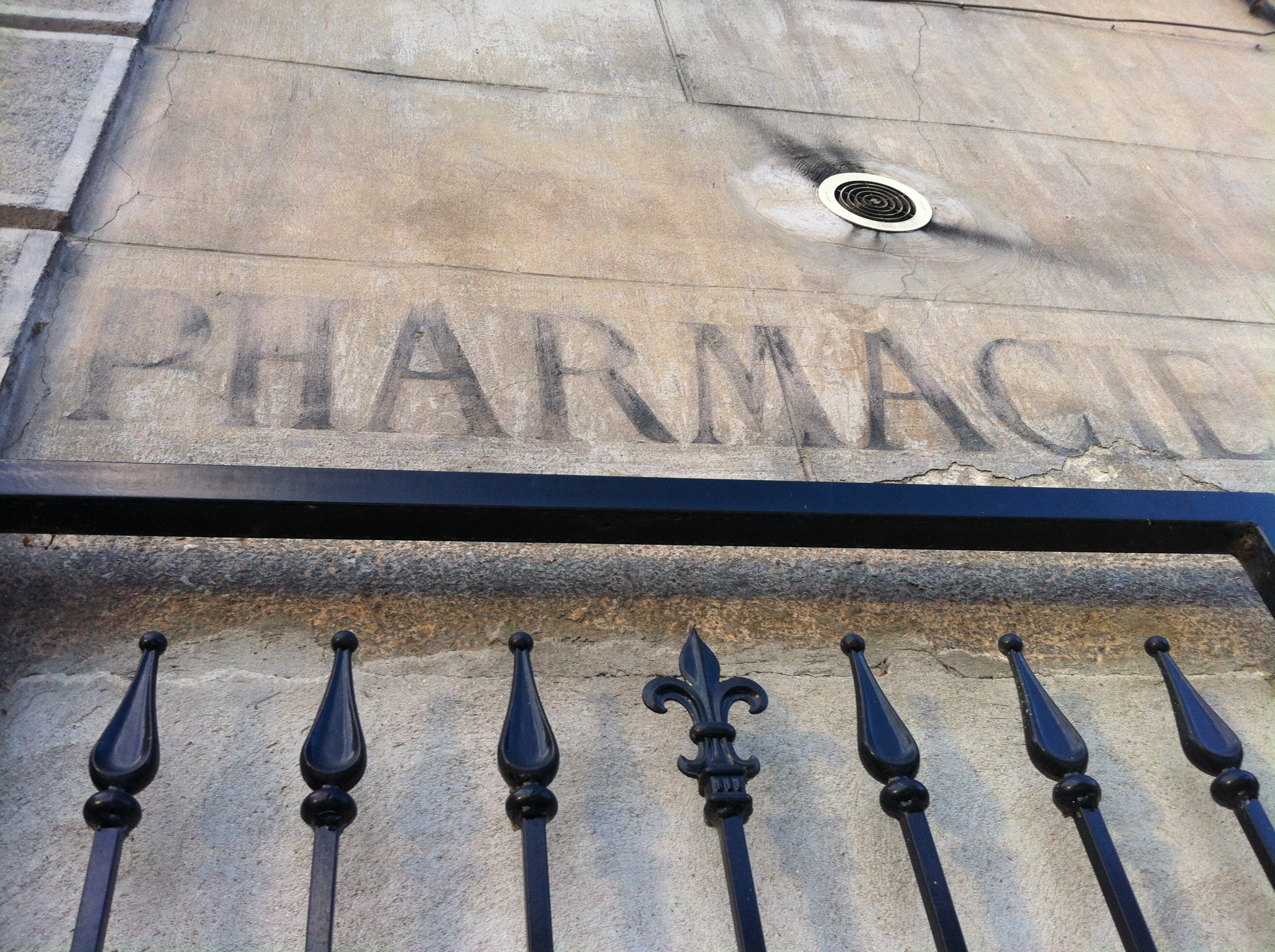
Indication murale « pharmacie » (à l'entrée de l'apothicairerie, fermée en 1942).
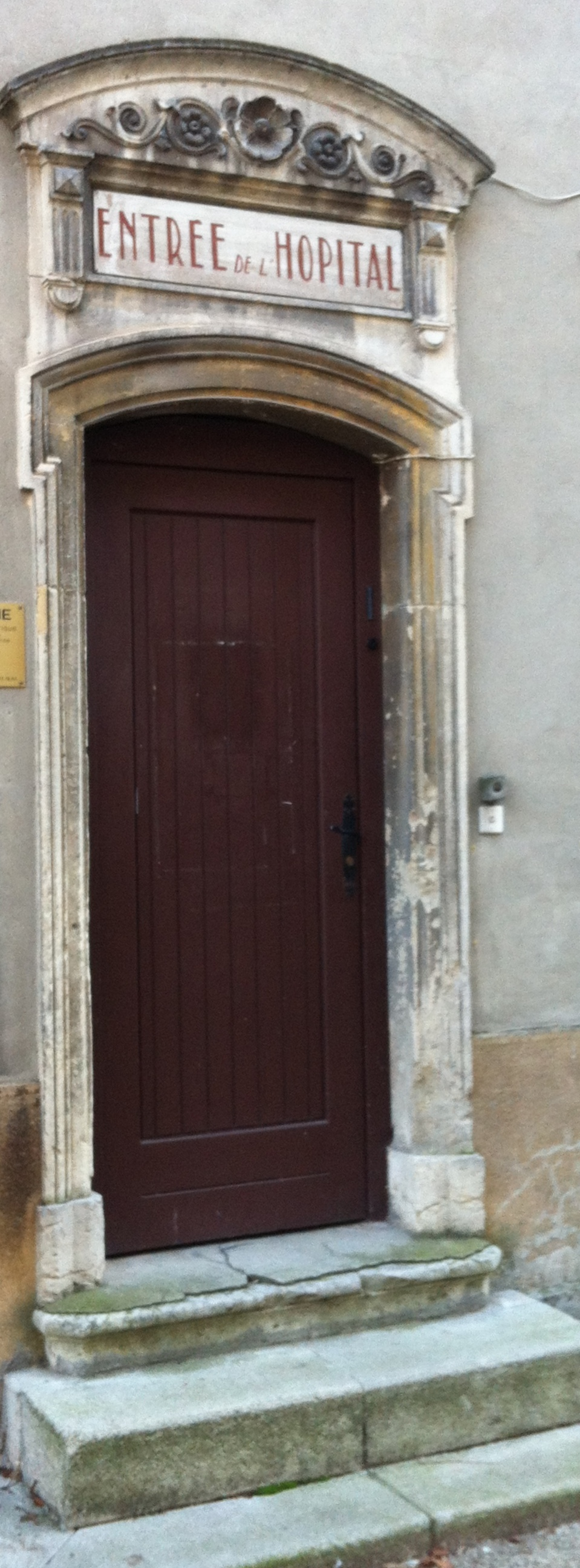
« Entrée de l'hôpital » (fermé en 1976).
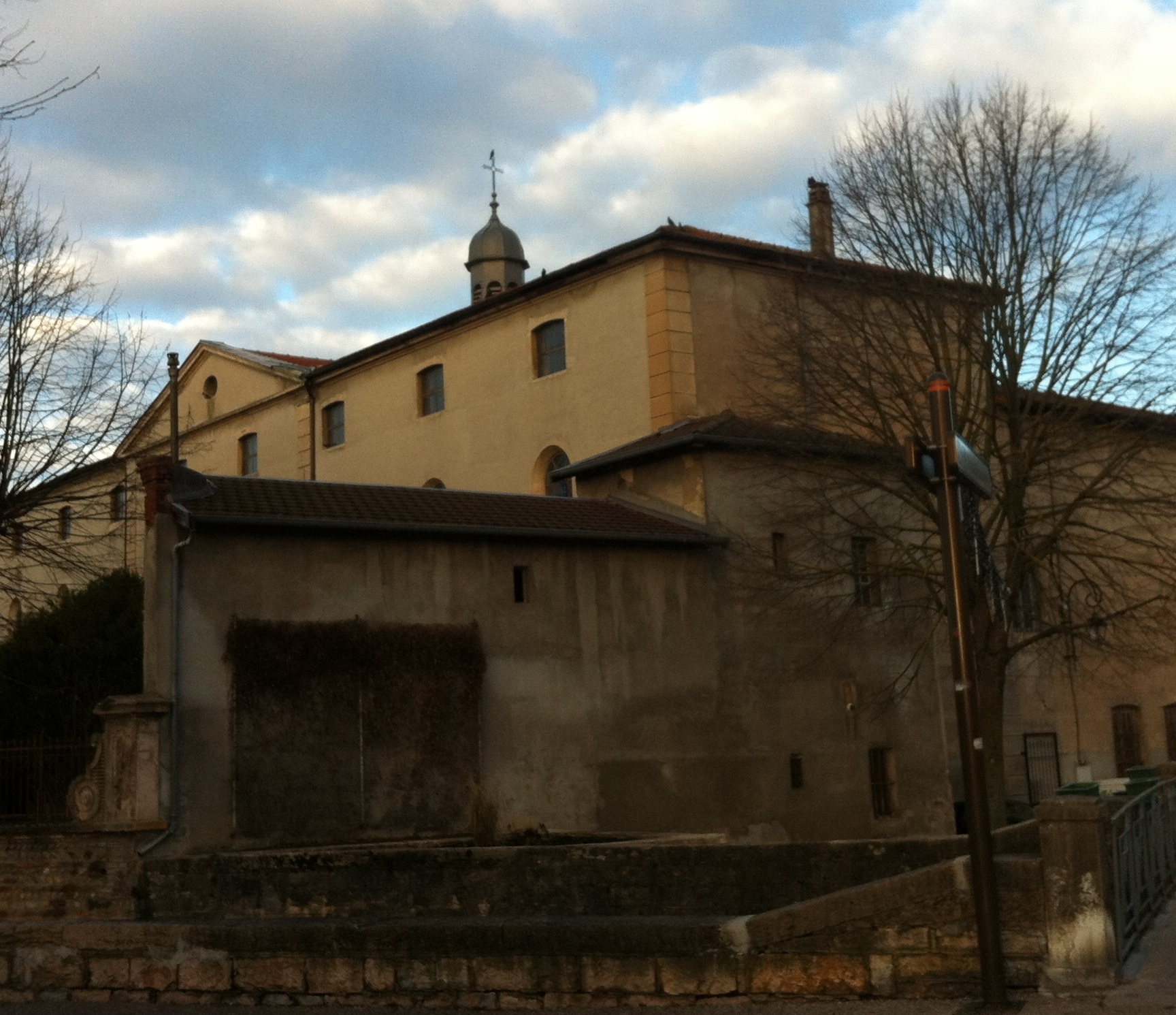
Autre vue de l'hospice.

## Le musée
Il présente une collection de faïences du XVIIIe siècle ainsi que de nombreuses boiseries, pour certains classés à l'Inventaire général du patrimoine culturel et répertoriés dans la Base Palissy.

### Mobiliers classés

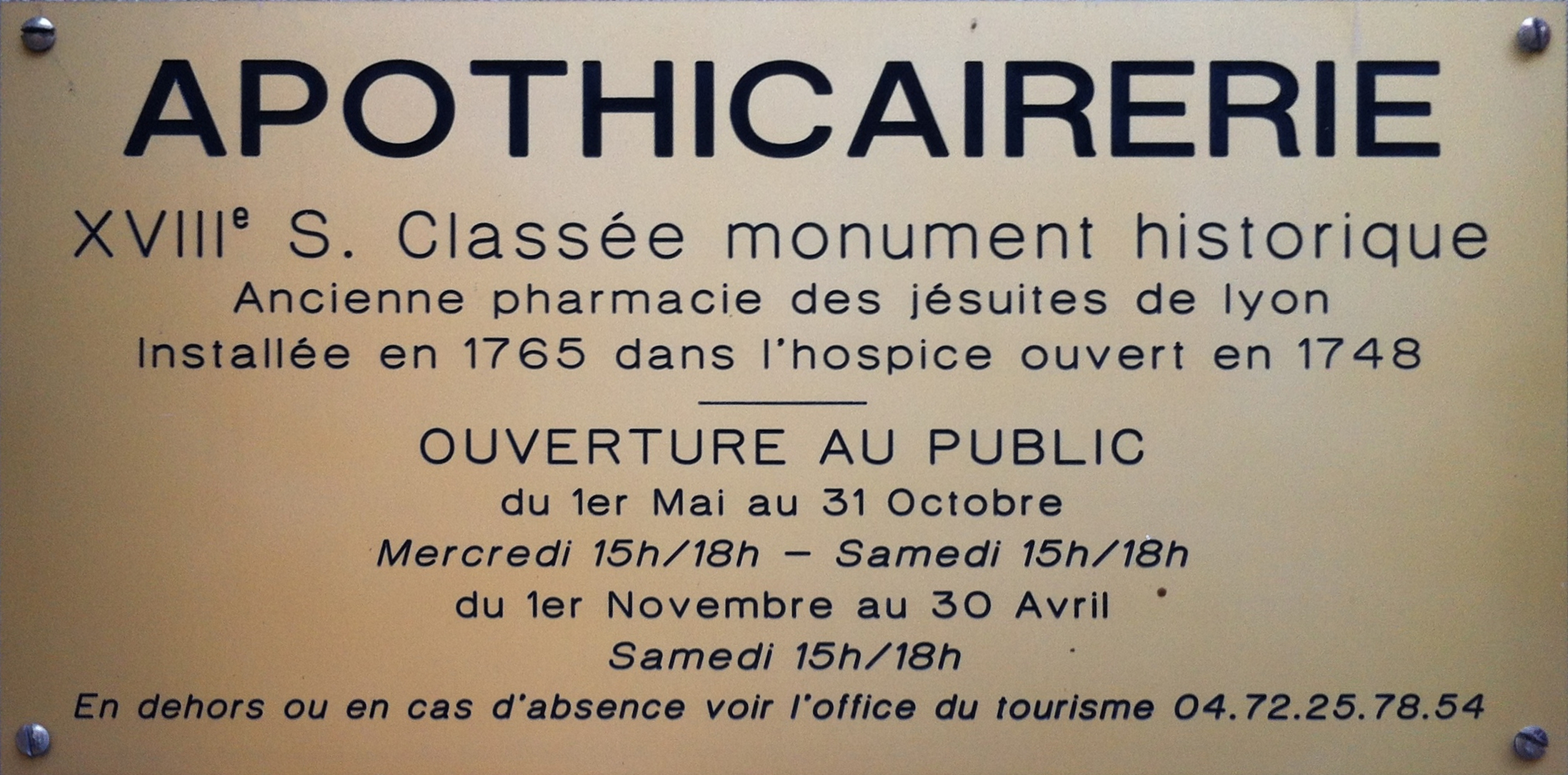
Plaque à l'entrée du musée, évoquant l'apothicairerie, classée monuments historiques.

Plusieurs sites web touristiques annoncent que l'ancien hospice est classé au titre des monuments historiques. Cette information confirmée par la présence d'une plaque à l'entrée du musée est relative au classement de mobiliers dans l'Inventaire général du patrimoine culturel et non à celui du monument au titre des Monuments historiques.
Ainsi plusieurs éléments de mobilier ont été classés le 11 janvier 1966 :
- lambris de revêtement et plafond[3] (boiseries et plafond peint du XVIIe siècle, de la salle de pharmacie) ;
- clôture liturgique[4] (grilles du XVIIIe siècle, séparant la chapelle des salles des vieillards) ;
- pots à pharmacie de 1776, en faïence[5] ;
- bronze d'art[6] de 1749 réalisé par le bronzier Ducray.

Le 11 octobre 2005, une autre série d'éléments de mobilier est classée :
- table à gibier[7] commandé en 1765 et fabriqué par l'ébéniste François Page ;
- mortier et pilon[8] du XIXe siècle, fabriqué par la fabrique Crozatier du Puy-en-Velay ;
- mortier[9] de 1663.